# Coniraya (crater)
Coniraya este un crater mare și puțin adânc de pe planeta pitică Ceres. Este omonim pentru Quadrunghiul Coniraya.

## Numire
Craterul este numit după zeitatea incașă a lunii și a fertilității, Coniraya Viracocha (Kon Iraya Wiraqocha), care a venit pe pământ la Huarochirí (Waruchiri) și a creat sate, câmpuri terasate și canale de irigare. Numele a fost aprobat oficial de Uniunea Astronomică Internațională (IAU) la 3 iulie 2015.

## Geologie
Coniraya este un crater neobișnuit de puțin adânc; deși are un diametru de aproximativ 135 de kilometri, are doar 500 de metri adâncime. Acest lucru este în contrast cu craterul vecin Vinotonus, care este similar ca dimensiune și vârstă, dar de zece ori mai adânc. Adâncimea mică a lui Coniraya poate fi cauzată de relaxarea vâscoasă, deși numai dacă scoarța lui Ceres de la locul impactului a fost neobișnuit de îmbogățită  cu gheață. Impactul care l-a creat pe Coniraya a fost cauzat de un corp mare care se deplasa cu o viteză neobișnuit de mică. Coniraya este estimat la aproximativ 1,3 miliarde de ani, în ciuda stării sale degradate.